# アグスティン・ギサソラ
アグスティン・ギサソラ・サバラ（Agustín Guisasola Zabala、1952年7月22日 - ）は、スペイン・バスク州エイバル出身の元サッカー選手。現役時代のポジションはDF。元スペイン代表。

## 経歴
SDエイバルでキャリアをスタートさせ、1971年1月に移籍したアスレティック・ビルバオでプロ契約を交わした。1972-73シーズンからレギュラーに定着すると、同シーズンのコパ・デル・レイ獲得に貢献。1977年にはUEFAカップとコパ・デル・レイの決勝に進出し、いずれも敗れはしたが、レキップによるヨーロッパの最優秀DFに選出された。30歳で迎えたラストシーズンの1982-83シーズンにもプリメーラ・ディビシオン制覇を経験し、現役を引退した。アスレティック・ビルバオでは、公式戦334試合に出場して21得点を記録した。
また、1980年3月26日にはイングランド代表との親善試合にてスペイン代表デビューを果たした。

## タイトル

### クラブ
アスレティック・ビルバオ
- プリメーラ・ディビシオン : 1回 (1982-83)
- コパ・デル・レイ : 1回 (1972-73)